# Ilminster
Ilminster – miasto w Wielkiej Brytanii, w Anglii w hrabstwie Somerset. Położone 10 km od stolicy hrabstwa Taunton, leży przy krajowej drodze Exeter-Londyn. Jedno z najstarszych miast regionu, pierwsze zapisy sięgają roku 725, jest również wymienione w kronice Domesday Book (1086). 

## Zabytki
- Kościół św. Marii (znany jako Minster) z XV w. Zabytek klasy I.
- Budynki szkoły powszechnej z XVI w.

## Miasta partnerskie
- Riec-sur-Belon